# 이욱
이욱(李煜, 937년 5월 5일(음력 3월 22일) ~ 978년 8월 14일(음력 7월 8일), 재위 : 961년 ~ 975년)은 오대십국시대 남당의 마지막 황제이다. 자(字)는 중광(重光)이다. 남당의 후주(後主).

## 생애
이경(李景)이 죽자, 이욱이 금릉(金陵)에서 즉위했다. 이 일로 수도는 다시 금릉이 되었다. 이욱은 송나라 태조(조광윤)에게 이경을 황제로서 제사지낼 수 있기를 요청하였다. 태조는 이를 허락하였고, 태조는 황제로서 예우를 해주었다.
송나라 태조는 중국 통일을 목표로 각국을 여러 이유를 들어 공격해 멸망시켰다. 남당의 남쪽에 있던 남한이 971년 송나라에게 멸망당하자 남당은 더욱더 송나라를 두려워하게 되었다. 그래서 자국이 복종하고 있다는 것을 보여주기 시작했다.
본래 '남당'은 사가가 부르는 편의상의 명칭이고 정식으로는 '당'이었다. 빛나는 대당제국의 후계자로 자처하는 이 국호가 송의 기분을 건드릴 것을 우려하여 971년, '강남(江南)'이라 국호를 바꾸고 강남국이 되었다. 이 국호를 사용함으로써 양자강 이남의 소제국으로 만족하며 다른 뜻이 없다는 것을 송에 인정받으려는 고육지책이었다. 또한 그때까지는 중서성, 문하성이라고 본래는 중앙 정부가 사용하던 관청의 이름을 계속 사용하였으나, 이것을 좌내사부(左內史府), 우내사부(右內史府)라고 명칭을 바꾸었다. 또 남당에서 작위가 왕이라고 했던 것을 모두 공(公)으로 하였다. 이것은 왕이란 작위는 황제만이 내릴 수 있는 것이었기에 황제가 아닌 국주가 본래는 내릴 수 없는 것이었다.
이와 같이 남당은 나라를 보전하기 위해 노력을 기울였고, 송나라는 남당을 공격할 만한 대의명분을 얻을 수 없었다. 그러나 974년 태조가 이욱에게 입궐하라는 명령을 내렸을 때 이욱은 병이 나서 움직이지 못했다. 태조는 이를 구실로 삼아 조빈(曹彬), 반미(潘美)에게 명령을 내려 남당을 침공했다. 이욱은 신하 서현을 사신으로 보내, 이를 막고자 하였으나 오히려 송 태조를 자극하여 금릉의 포위는 10개월간 계속되었고, 결국 이욱은 항복해 이로써 남당은 3대로써 멸망하였다. 이욱은 송나라의 수도 개봉(開封)으로 옮겨져 위명후(違命侯)의 작위를 하사받았다. 태조의 뒤를 이은 태종의 시대에는 농서공(隴西公)이 되었다. 이욱의 사신인 서현과 송 태조 사이에서 송 태조가 서현에게 "남이 코를 고는 소리는 참을 수 없다"고 말한 데에서 타인한수(他人鼾睡)라는 사자성어가 유래하였다.
이욱은 나라가 망할 위기에 처해있음에도 한가로운 시나 지으며 문화에만 관심을 쏟은 암군(暗君)으로 결국 송에 의해 무력침공을 받아 나라를 빼앗기고 죽지못해 살아가며 몰락한 왕족의 비운을 실컷 겪다가(대신 자신의 서럽고 울적한 심정을 그 능란한 문학자질로 표현하여 명작으로 인정받는 시 몇 수는 남겼다) 마지막 남아있던 오월국이 송에 합병되던 바로 그 해 자신의 생일인 7월 7일, 송태종(송태조 동생)이 보내온 생일 축하주를 마신 후 칠전팔도(일곱번 구르고 여덟번 거꾸러짐)하여 죽었다. 또는 송태종이 '고국불감회수(故國不堪回首)'의 사구를 읽고 크게 노한 나머지 약을 내려 자진하게 하였다고도 한다.
다시 말해 그동안은 대외적으로 송의 항복자에 대한 관용을 보여주는 용도로 목숨을 부지하다가 이용가치가 없어지고 살아있어봐야 우환이 되는 암적존재가 되는 즉시 처리된 셈이다. 이욱은 죽은 후 오왕(吳王)에 봉해졌다. 왕의 예로 낙양(洛陽)에 묻혔으며 그가 성숙시킨 남당의 문화는 송의 문화 속에 흡수되어 그 찬란한 부분을 차지했다.

## 가족 관계

### 황후
| 봉호       | 시호               | 이름(성씨)     | 별칭 | 재위년도      | 생몰년도      | 비고             |
| ---------- | ------------------ | -------------- | ---- | ------------- | ------------- | ---------------- |
| 국후(國后) | 소혜국후(昭惠國后) | 주아황(周娥皇) |      | 961년 ~ 965년 | 936년 ~ 965년 |                  |
| 국후(國后) |                    | 주씨(周氏)     |      | 968년 ~ 975년 | 950년 ~ 978년 | 소혜국후의 동생. |

### 후궁
| 봉호       | 시호 | 이름(성씨) | 별칭 | 생몰년도 | 비고 |
| ---------- | ---- | ---------- | ---- | -------- | ---- |
| 보의(保儀) |      | 황씨(黃氏) |      |          |      |
| 빈어(嬪御) |      | 유주(流珠) |      |          |      |
| 궁인(宮人) |      | 교씨(喬氏) |      |          |      |
| 궁인(宮人) |      | 추수(秋水) |      |          |      |
| 궁인(宮人) |      | 요낭(窅娘) |      |          |      |
| 궁인(宮人) |      | 장씨(臧氏) |      |          |      |

### 황자
| - | 봉호               | 시호       | 이름           | 생몰년도      | 생모          | 별칭           | 비고    |
| - | ------------------ | ---------- | -------------- | ------------- | ------------- | -------------- | ------- |
| 1 | 청원군공(淸源郡公) |            | 이중우(李仲寓) | 958년 ~ 994년 | 소혜국후 주씨 |                |         |
| 2 | 기왕(岐王)         | 회헌(懷獻) | 이중선(李仲宣) | 961년 ~ 964년 | 소혜국후 주씨 | 선성공(宣城公) | 요절함. |

### 황녀
- 고양공주(高陽公主)

| 전 임 원종 이경 | 제3대 남당의 황제 961년 ~ 975년 | 후 임 (남당 멸망) |

## 같이 보기
- 당시